# Stictococcus pujoli
Stictococcus pujoli är en insektsart som beskrevs av Richard 1976. Stictococcus pujoli ingår i släktet Stictococcus och familjen Stictococcidae.
Artens utbredningsområde är Guinea. Inga underarter finns listade i Catalogue of Life.